# 漢方方剤一覧
漢方方剤一覧（かんぽうほうざいいちらん）とは漢方方剤の一覧である。
日本市場に製剤として流通している処方箋医薬品および一般用医薬品の方剤は、太字で表した。薬効分類の出典がない方剤は、原典分類に掲載した。

## 薬効分類

### 解表剤

#### 辛温解表剤
- 桂枝湯（けいしとう）
  - 桂枝加厚朴杏仁湯（けいしかこうぼくきょうにんとう）
  - 桂枝加葛根湯（けいしかかっこんとう）
- 葛根湯（かっこんとう）
  - 葛根湯加桔梗石膏（かっこんとうかききょうせっこう）

  - 葛根加半夏湯（かっこんかはんげとう）
  - 桂枝加附子湯（けいしかぶしとう）
  - 桂枝去芍薬湯（けいしきょしゃくやくとう）
    - 桂枝去芍薬加附子湯（けいしきょしゃくやくかぶしとう）

  - 桂枝二越婢一湯（けいしにえっぴいちとう）
  - 桂麻各半湯（けいまかくはんとう）
  - 桂枝二麻黄一湯（けいしにまおういっとう）
  - 桂枝加黄耆湯（けいしかおうぎとう）
  - 桂枝加朮附湯（けいしかじゅつぶとう）
    - 葛根湯加川芎辛夷（かっこんとうかせんきゅうしんい）
- 麻黄湯（まおうとう）[2][3]
  - 麻黄加朮湯（中国語版）（まおうかじゅつとう）[4][3]
  - 三拗湯（さんようとう）[5]
  - 華蓋散（中国語版）（かがいさん）[6]
  - 麻杏薏甘湯（まきょうよくかんとう）[7][8]
    - 麻杏薏甘湯加防已（まきょうよくかんとうかぼうい）
- 大青竜湯（中国語版）（だいせいりゅうとう）
  - 九味羌活湯（中国語版）（くみきょうかつとう）
  - 大羌活湯（中国語版）（だいきょうかつとう）
- 加味香蘇散（かみこうそさん）
  - 香蘇散（こうそさん）
  - 香蘇葱豉湯（こうそそうしとう）
- 葱豉湯（そうしとう）
  - 活人葱豉湯（かつじんそうしとう）
- 小青竜湯（しょうせいりゅうとう）
  - 小青竜加石膏湯（しょうせいりゅうかせっこうとう）

#### 辛凉解表剤
- 銀翹散（ぎんぎょうさん）[9]
  - 銀翹湯（中国語版）（ぎんぎょうとう）[10]
  - 天津感冒片（てんしんかんぼうへん）[9]
- 桑菊飲（中国語版）（そうぎくいん）
- 麻杏甘石湯（まきょうかんせきとう）
  - 五虎湯（ごことう）
  - 五虎二陳湯（ごこにちんとう）
- 越婢湯（えっぴとう）
  - 越婢加朮湯（えっぴかじゅつとう）
  - 越婢加半夏湯（えっぴかはんげとう）
- 葱豉桔梗湯（そうしききょうとう）
- 升麻葛根湯（しょうまかっこんとう）
  - 宣毒発表湯（せんどくはっぴょうとう）
  - 竹葉柳蒡湯（ちくようりゅうぼうとう）
- 柴葛解肌湯 (傷寒六書)（さいかつげきとう しょうかんりくしょ）
  - 柴葛解肌湯 (医学心悟)（さいかつげきとう いがくしんご）

#### 扶正解表剤
- 敗毒散（中国語版）（はいどくさん）
  - 荊防敗毒散（けいぼうはいどくさん）[11]
  - 倉廩散（そうりんさん）
  - 銀翹敗毒散（ぎんぎょうはいどくさん）[11]
  - 十味敗毒湯（じゅうみはいどくとう）[11]
- 参蘇飲（中国語版）（じんそいん）[12]
- 麻黄附子細辛湯（中国語版）（まおうぶしさいしんとう）
  - 麻黄附子甘草湯（まおうぶしかんぞうとう）
- 再造散（さいぞうさん）
- 加減葳蕤湯（かげんいずいとう）[13]
- 葱白七味飲（そうはくしちみいん）

### 瀉下剤

#### 寒下剤
- 大承気湯（中国語版）（だいじょうきとう）[15][16]
  - 小承気湯（中国語版）（しょうじょうきとう）[17][18]
  - 調胃承気湯（ちょういじょうきとう）
  - 大黄甘草湯（だいおうかんぞうとう）
- 複方大承気湯（ふくほうだいじょうきとう）
  - 甘遂通結湯（かんすいつうけつとう）
  - 莱朴通結湯（らいぼくつうけつとう）[19]
- 大陥胸湯（だいかんきょうとう）
  - 大陥胸丸（だいかんきょうがん）
- 宣白承気湯（せんぱくじょうきとう）
- 陥胸承気湯（かんきょうじょうきとう）
  - 承気合小陥胸湯（じょうきごうしょうかんきょうとう）

#### 温下剤
- 大黄附子湯（だいおうぶしとう）
- 三物備急丸（さんもつびきゅうがん）
  - 白散（中国語版）（びゃくさん）[20]

#### 潤下剤
- 五仁丸（ごにんがん）
  - 五仁湯（ごにんとう）
- 麻子仁丸（ましにんがん）
- 潤腸丸（じゅんちょうがん）
  - 潤腸湯（じゅんちょうとう）
- 済川煎（さいせんせん）
- 通幽湯（中国語版）（つうゆうとう）[要出典]

#### 逐水剤
- 十棗湯（じっそうとう）
  - 控涎丹（こうぜんたん）
- 舟車丸（せんしゃがん）
- 疏鑿飲子（そさくいんし）
- 已椒藶黄丸（いしょうれきおうがん）

#### 攻補兼施
- 増液承気湯（ぞうえきじょうきとう）
  - 護胃承気湯（ごいじょうきとう）
  - 承気養営湯（じょうきようえいとう）
- 新加黄竜湯（しんかおうりゅうとう）
  - 黄竜湯（中国語版）（おうりゅうとう）
- 温脾湯（中国語版）（うんぴとう）

### 和解剤

#### 和解少陽剤
- 小柴胡湯（しょうさいことう）[22][23]
  - 小柴胡湯合芍薬甘草湯（しょうさいことうごうしゃくやくかんぞうとう）[23]
  - 小柴胡湯合黄連解毒湯（しょうさいことうごうおうれんげどくとう）[23]
    - 小柴胡湯合黄連解毒湯合小陥胸湯（しょうさいことうごうおうれんげどくとうごうしょうかんきょうとう）[23]
    - 小柴胡湯合黄連解毒湯合茵蔯蒿湯（しょうさいことうごうおうれんげどくとうごういんちんこうとう）[23]

  - 小柴胡湯加桔梗石膏（しょうさいことうかききょうせっこう）[23]
    - 小柴胡湯加桔梗石膏合芍薬甘草湯（しょうさいことうかききょうせっこうごうしゃくやくかんぞうとう）[23]

  - 小柴胡湯合大黄牡丹皮湯合桃核承気湯（しょうさいことうごうだいおうぼたんぴとうごうとうかくじょうきとう）[23]
  - 小柴胡湯合葛根湯（しょうさいことうごうかっこんとう）[23]
    - 小柴胡湯合葛根湯加蒼朮（しょうさいことうごうかっこんとうかそうじゅつ）[23]
    - 小柴胡湯合葛根湯加桔梗石膏（しょうさいことうごうかっこんとうかききょうせっこう）[23]

  - 小柴胡湯合白虎湯（しょうさいことうごうびゃっことう）[23]
    - 小柴胡湯合白虎加人参湯（しょうさいことうごうびゃっこかにんじんとう）[23]

  - 小柴胡湯合猪苓湯（しょうさいことうごうちょれいとう）[23]
  - 小柴胡湯合桂枝茯苓丸（しょうさいことうごうけいしぶくりょうがん）[23]
  - 小柴胡湯合知柏地黄丸（しょうさいことうごうちばくじおうがん）[23]
  - 小柴胡湯合四物湯（しょうさいことうごうしもつとう）[23]
  - 小柴胡湯合当帰芍薬散（しょうさいことうごうとうきしゃくやくさん）[23]
  - 小柴胡湯合桂枝加芍薬湯（しょうさいことうごうけいしかしゃくやくとう）[23]
  - 小柴胡湯合小青竜湯（しょうさいことうごうしょうせいりゅうとう）[23]
    - 小柴胡湯合小青竜湯合麻杏甘石湯（しょうさいことうごうしょうせいりゅうとうごうまきょうかんせきとう）[23]

  - 小柴胡湯合麻杏甘石湯（しょうさいことうごうまきょうかんせきとう）[23]
  - 柴胡加芒硝湯（さいこかぼうしょうとう）[23]
  - 柴陥湯（さいかんとう）
    - 柴陥湯加桔梗石膏（さいかんとうかききょうせっこう）
    - 柴陥湯合麻杏甘石湯（さいかんとうごうまきょうかんせきとう）

  - 柴胡加龍骨牡蛎湯（さいこかりゅうこつぼれいとう）[24][25]
  - 柴胡枳桔湯（さいこききつとう）
  - 柴胡桂枝湯（さいこけいしとう）
  - 柴胡桂枝乾姜湯（さいこけいしかんきょうとう）
  - 柴平湯（さいへいとう）
    - 柴平湯合五苓散（さいへいとうごうごれいさん）

  - 柴朴湯（さいぼくとう）
    - 柴朴湯合桂枝茯苓丸（さいぼくとうごうけいしぶくりょうがん）

  - 柴苓湯（さいれいとう）[26]
- 大柴胡湯（だいさいことう）
  - 大柴胡湯去大黄（だいさいことうきょだいおう）
  - 大柴胡湯合半夏厚朴湯（だいさいことうごうはんげこうぼくとう）
- 清胰湯（せいいとう）
- 蒿芩清胆湯（こうごんせいたんとう）
  - 芩連二陳湯（ごんれんにちんとう）
- 達原飲（たつげんいん）
  - 柴胡達原飲（さいこたつげんいん）
  - 清脾飲（せいひいん）

#### 調和肝脾剤
- 芍薬甘草湯（しゃくやくかんぞうとう）[27][28]
  - 芍薬甘草附子湯（しゃくやくかんぞうぶしとう）[29][28]
- 四逆散（しぎゃくさん）[30][31]
  - 枳実芍薬散（きじつしゃくやくさん）
  - 柴胡疏肝散（さいこそかんとう）
- 当帰芍薬散（とうきしゃくやくさん）
  - 当帰芍薬散加附子（とうきしゃくやくさんかぶし）
- 逍遥散（しょうようさん）
  - 加味逍遥散（かみしょうようさん）
  - 黒逍遥散（こくしょうようさん）
  - 滋陰至宝湯（じいんしほうとう）
- 甘草湯（かんぞうとう）[32][33]
- 痛瀉要方（つうしゃようほう）
- 女神散（にょしんさん）

#### 調和脾胃剤
- 半夏瀉心湯（はんげしゃしんとう）[34]
  - 生姜瀉心湯（しょうきょうしゃしんとう）[34]
  - 甘草瀉心湯（かんぞうしゃしんとう）[34]
  - 大黄黄連瀉心湯（だいおうおうれんしゃしんとう）
  - 附子瀉心湯（ぶししゃしんとう）
  - 半夏瀉心湯去人参乾姜甘草加枳実杏仁方（はんげしゃしんとうきょにんじんかんきょうかんぞうかきじつきょうにんほう）[34]
- 黄連湯（おうれんとう）

#### 治瘧剤
- 截瘧七宝飲（さいぎゃくしっぽういん）
- 何人飲（かじんいん）

### 清熱剤

#### 清気分熱剤
- 白虎湯（びゃっことう）[36]
  - 白虎加人参湯（びゃっこかにんじんとう）[37][36]
  - 葱豉白虎湯（そうしびゃっことう）[36]
  - 白虎合黄連解毒湯（びゃっこごうおうれんげどくとう）[36]
  - 柴胡白虎湯（さいこびゃっことう）[36]
  - 白虎承気湯（びゃっこじょうきとう）[36]
  - 鎮逆白虎湯（ちんぎゃくびゃっことう）[36]
  - 銀翹白虎湯（ぎんぎょうびゃっことう）[36]
  - 化斑湯（かはんとう）[36]
  - 新加玉女煎（しんかぎょくじょせん）[36]
  - 犀羚白虎湯（さいれいびゃっことう）[36]
  - 白虎加桂枝湯（びゃっこかけいしとう）[36]
  - 白虎加蒼朮湯（びゃっこかそうじゅつとう）[36]
- 竹葉石膏湯（ちくようせっこうとう）[38][39]
  - 桔梗石膏（ききょうせっこう）[40]
- 梔子豉湯（しししとう）
  - 梔子甘草豉湯（ししかんぞうしとう）
    - 梔子生姜豉湯（しししょうきょうしとう）

  - 梔子厚朴湯（ししこうぼくとう）
  - 梔子乾姜湯（ししかんきょうとう）
  - 枳実梔子豉湯（きじつしししとう）

#### 清営凉血剤
- 清営湯（せいえいとう）
  - 清宮湯（せいきゅうとう）
- 犀角地黄湯（さいかくじおうとう）
  - 桃仁承気湯（とうにんじょうきとう）
  - 神犀丹 (清熱剤)（しんさいたん せいねつざい）[41]
  - 犀地清絡飲（さいじせいらくいん）

#### 清熱解毒剤
- 黄連解毒湯（おうれんげどくとう）[42]
  - 温清飲（うんせいいん）[42]
  - 柴胡清肝湯（さいこせいかんとう）[43]
  - 荊芥連翹湯（けいがいれんぎょうとう）[44]
  - 竜胆瀉肝湯 (一貫堂)（りゅうたんしゃかんとう いっかんどう）[45]
- 凉膈散（りょうかくさん）
  - 清上防風湯（せいじょうぼうふうとう）[46]
- 普済消毒飲（ふさいしょうどくいん）
  - 普済消毒飲去升麻柴胡黄芩黄連方（ふさいしょうどくいんきょしょうまさいこおうごんごうれんほう）

#### 気血両清剤
- 清瘟敗毒飲（せいうんはいどくいん）
  - 化斑湯（かはんとう）[47]
- 消斑青黛飲（しょうはんせいたいいん）

#### 清臓腑熱剤
- 三黄瀉心湯（さんおうしゃしんとう）
  - 大黄黄連瀉心湯（だいおうおうれんしゃしんとう）
  - 附子瀉心湯（ぶししゃしんとう）
  - 交泰丸（こうたいがん）
- 導赤散（どうせきさん）
  - 升麻清胃湯（しょうませいいとう）
  - 導赤清心湯（どうせきせいしんとう）
- 清心蓮子飲（せいしんれんしいん）
- 清胃散（せいいさん）
  - 瀉黄散（しゃおうさん）
- 玉女煎（ぎょくじょせん）
- 瀉白散（しゃびゃくさん）
  - 辛夷清肺湯（しんいせいはいとう）
- 左金丸（さきんがん）
  - 戊己丸（ぼきがん）
  - 香連丸（こうれんがん）
- 瀉青丸（しゃせいがん）
  - 咳血方 (清熱剤)（がいけつほう せいねつざい）[48]
- 竜胆瀉肝湯 (医方集解)（りゅうたんしゃかんとう いほうしゅうかい）[49]
- 当帰竜薈丸（とうきりゅうかいがん）
- 石決明散（せっけつめいさん）
- 芍薬湯（中国語版）（しゃくやくとう）
  - 駐車丸（ちゅうしゃがん）
  - 地楡丸（じゆがん）
  - 乙字湯（おつじとう）
- 黄芩湯（おうごんとう）
  - 黄連黄芩湯（おうれんおうごんとう）
  - 白頭翁湯（はくとうおうとう）
  - 白頭翁加甘草阿膠湯（はくとうおうかかんぞうあきょうとう）
- 加味白頭翁湯（かみはくとうおうとう）

#### 清虚熱剤
- 青蒿鼈甲湯（せいこうべっこうとう）
  - 秦艽鼈甲散（じんぎょうべっこうさん）[50][51]
  - 滋陰降火湯（じいんこうかとう）
- 清骨散（せいこつさん）
- 当帰六黄湯（とうきりくおうとう）
  - 黄連阿膠湯（おうれんあきょうとう）

### 祛暑剤

#### 祛暑清熱剤
- 清絡飲（せいらくいん）
  - 清絡飲加杏仁苡仁滑石湯（せいらくいんかきょうにんいにんかっせきとう）

#### 祛暑解表剤
- 香薷散（こうじゅさん）
  - 四味香薷飲（しみこうじゅいん）
  - 黄連香薷飲（おうれんこうじゅいん）
  - 五物香薷飲（ごもつこうじゅいん）
  - 十味香薷飲（じゅうみこうじゅいん）
- 新加香薷飲（しんかこうじゅいん）

#### 祛暑利湿剤
- 六一散（ろくいちさん）
  - 益元散（えきげんさん）
  - 碧玉散（へきぎょくさん）
  - 鶏蘇散（けいそさん）
- 雷氏清凉滌暑方（らいしせいりょうじょうしょほう）
  - 雷氏芳香化濁方（らいしほうこうけだくほう）
- 桂苓甘露飲（けいりょうかんろいん）

#### 清暑益気剤
- 清暑益気湯 (温熱経緯)（せいしょえっきとう おんねつけいい）[53]
  - 清暑益気湯 (脾胃論)（せいしょえっきとう ひいろん）[53]
  - 清暑益気湯 (医学六書)（せいしょえっきとう いがくりくしょ）[53]

### 温裏剤

#### 温中散寒剤
- 人参湯（にんじんとう）[55][56]
  - 桂附理中湯（けいぶりちゅうとう）[56]
  - 丁萸理中湯（ちょうゆりちゅうとう）[56]
  - 砂半理中湯（しゃはんりちゅうとう）[56]
  - 白朮散（びゃくじゅつさん）[56]
  - 枳実理中湯（きじつりちゅうとう）[56]
  - 治中湯（ちちゅうとう）[56]
  - 強中湯（きょうちゅうとう）[56]
  - 補中湯（ほちゅうとう）[56]
  - 理苓湯（りれいとう）[56]
  - 連理湯（れんりとう）[56]
  - 附子理中湯（ぶしりちゅうとう）[56]
  - 理中化痰丸（りちゅうけたんがん）[56]
  - 桂枝人参湯（けいしにんじんとう）
- 呉茱萸湯（ごしゅゆとう）
- 小建中湯（しょうけんちゅうとう）
  - 黄耆建中湯（おうぎけんちゅうとう）
  - 当帰建中湯（とうきけんちゅうとう）
  - 帰耆建中湯（きぎけんちゅうとう）
  - 桂枝加芍薬湯（けいしかしゃくやくとう）
- 大建中湯（だいけんちゅうとう）
  - 当帰湯（とうきとう）
  - 安中散（あんちゅうさん）

#### 回陽救逆剤
- 四逆湯（しぎゃくとう）[57][58]
  - 通脈四逆湯（つうみゃくしぎゃくとう）[58]
    - 通脈四逆加猪胆汁湯（つうみゃくしぎゃくかちょたんじゅうとう）[58]

  - 四逆加人参湯（しぎゃくかにんじんとう）[58]
  - 白通湯（中国語版）（はくつうとう）
    - 白通加猪胆汁湯（中国語版）（はくつうかちょたんじゅうとう）
- 参附湯（じんぶとう）[59]
  - 独参湯（どくじんとう）[60]
  - 耆附湯（ぎぶとう）[61]
- 回陽救急湯（かいようきゅうきゅうとう）[62]
- 黒錫丹（こくしゃくたん）[63]

#### 温経散寒剤
- 当帰四逆湯（中国語版）（とうきしぎゃくとう）
  - 当帰四逆加呉茱萸生姜湯（とうきしぎゃくかごしゅゆしょうきょうとう）
- 黄耆桂枝五物湯（おうぎけいしごもつとう）

### 表裏双解剤

#### 解表攻裏剤
- 厚朴七物湯（こうぼくしちもつとう）[65]
- 防風通聖散（ぼうふうつうしょうさん）[66]

#### 解表清裏剤
- 石膏湯（せっこうとう）[67]
- 葛根黄連黄芩湯（かっこんおうれんおうごんとう）[68]

#### 解表温裏剤
- 五積散（ごしゃくさん）[69]

### 補益剤

#### 補気剤
- 四君子湯（しくんしとう）
  - 異功散（いこうさん）
  - 保元湯（ほげんとう）
  - 七味白朮散（しちみびゃくじゅつさん）
- 六君子湯（りっくんしとう）
  - 香砂六君子湯（こうしゃりっくんしとう）
  - 楂麹六君子湯（さきりっくんしとう）
  - 黄連六君子湯（おうれんりっくんしとう）
  - 柴芍六君子湯（さいしゃくりっくんしとう）
  - 帰芍六君子湯（きしゃくりっくんしとう）
- 補中益気湯（ほちゅうえっきとう）
  - 加減補中益気湯（かげんほちゅうえっきとう）
  - 挙元煎（きょげんせん）
  - 昇陥湯（しょうかんとう）
  - 升麻黄耆湯（しょうまおうぎとう）
- 人参蛤蚧散（にんじんごうかいさん）
  - 人参胡桃湯（にんじんことうとう）

#### 補血剤
- 四物湯（しもつとう）[71]
  - 聖癒湯（せいゆとう）[71]
  - 連珠飲（れんじゅいん）[71]
  - 当帰生姜羊肉湯（とうきしょうきょうようにくとう）
  - 桃紅四物湯（とうこうしもつとう）[71]
- 当帰補血湯（とうきほけつとう）

#### 気血双補剤
- 帰脾湯（きひとう）[72]
  - 加味帰脾湯（かみきひとう）[72]
- 八珍湯（中国語版）（はっちんとう）
  - 八珍益母湯（はっちんやくもとう）
  - 十全大補湯（じゅうぜんだいほとう）
  - 人参養栄湯（にんじんようえいとう）
- 泰山礬石散（たいざんばんじゃくさん）
  - 胎元飲（たいげんいん）

#### 補陰剤
- 六味地黄丸（中国語版）（ろくみじおうがん）
  - 都気丸（ときがん）
  - 麦味地黄丸（ばくみじおうがん）
  - 知柏地黄丸（中国語版）（ちばくじおうがん）
  - 杞菊地黄丸（こぎくじおうがん）
- 寿胎丸（じゅたいがん）
  - 補腎安胎丸（ほじんあんたいがん）
- 二至丸（にしがん）[73]
  - 桑麻丸（そうまがん）[74]
  - 駐景丸（ちゅうけいがん）
- 一貫煎（いっかんがん）[75]
- 大補陰丸（だいほいんがん）
  - 両地湯（りょうちとう）
  - 清経湯（せいけいとう）
  - 鼈甲養陰煎（べっこうよういんせん）
- 石斛夜光丸（せっこつやこうがん）[76]
- 七宝美髯丹（しっぽうびぜんたん）[77]
- 虎潜丸（こせんがん）[78]
- 補肺阿膠湯（ほはいあきょうとう）[79]
  - 月華丸（げっかがん）[80]
- 河車大造丸（かしゃだいぞうがん）[81]
- 加減復脈湯（かげんふくみゃくとう）[82]
  - 救逆湯（きゅうぎゃくとう）[82]
  - 一甲復脈湯（いっこうふくみゃくとう）[82]
  - 二甲復脈湯 (補益剤)（にこうふくみゃくとう ほえきざい）[82]
  - 三甲復脈湯 (補益剤)（さんこうふくみゃくとう ほえきざい）[82]
  - 大定風珠 (補益剤)（だいていふうしゅ ほえきざい）[83]
- 左帰飲（さきいん）[84]
  - 左帰丸（さきがん）[84]

#### 気陰双補剤
- 生脈散（しょうみゃくさん）
- 炙甘草湯（しゃかんぞうとう）[85][86]
- 参苓白朮散（さんれいびゃくじゅつさん）
  - 啓脾湯（けいひとう）
  - 資生湯（しせいとう）

#### 補陽剤
- 八味地黄丸（はちみじおうがん）
  - 牛車腎気丸（ごしゃじんきがん）
  - 十補丸（じっぽがん）
- 右帰飲（うきいん）
  - 右帰丸（うきがん）
  - 内補丸（ないほがん）
  - 菟絲子丸（とししがん）
  - 固精丸（こせいがん）
  - 賛育丹（さんいくたん）
  - 青娥丸（せいががん）
- 亀鹿二仙膠（中国語版）（きろくにせんきょう）[87]
  - 賛化血余丹（さんかけつよたん）
  - 蓯蓉河車丸（じゅようかしゃがん）
  - 二仙湯（にせんとう）

### 安神剤

#### 重鎮安神剤
- 磁朱丸（じしゅがん）
- 朱砂安神丸（しゅしゃあんしんがん）
- 珍珠母丸（ちんじゅもがん）
- 生鉄落飲（しょうてつらくいん）[89]

#### 滋養安神剤
- 天王補心丹（中国語版）（てんのうほしんたん）
  - 柏子養心丸（はくしようしんがん）
  - 枕中丹（ちんちゅうたん）
- 酸棗仁湯（さんそうにんとう）
  - 安神定志丸（中国語版）（あんしんていしがん）[90]
- 甘麦大棗湯（かんばくたいそうとう）

### 開竅剤

#### 凉開剤
- 安宮牛黄丸（中国語版）（あんぐうごおうがん）[92]
  - 牛黄清心丸（ごおうせいしんがん）[93]
  - 神犀丹 (開竅剤)（しんさいたん かいきょうざい）[94]
- 紫雪丹（中国語版）（しせつたん）[95]
- 至宝丹（しほうたん）
- 小児回春丹（しょうにかいしゅんたん）
  - 抱竜丸（ほうりゅうがん）

#### 温開剤
- 行軍散（こうぐんさん）
- 蘇合香丸（そごうこうがん）
- 紫金錠（しきんじょう）[96]
- 通関散（つうかんさん）

### 固渋剤

#### 固表止汗剤
- 玉屏風散（中国語版）（ぎょくへいふうさん）[98]
- 牡蛎散（ぼれいさん）
- 当帰六黄湯（とうきりくおうとう）

#### 斂肺止咳剤
- 九仙散（きゅうせんさん）
  - 五味子湯（ごみしとう）
- 補肺湯[99]

#### 渋腸固脱剤
- 真人養臓湯（中国語版）（しんじんようぞうとう）[100]
  - 六柱散（ろくちゅうさん）[100]
  - 八柱散（はっちゅうさん）[100]
- 桃花湯（中国語版）（とうかとう）[101]
  - 赤石脂禹余粮湯（しゃくせきしうよりょうとう）[102]
  - 赤石脂湯（しゃくせきしとう）[101]
- 四神丸（ししんがん）
- 益黄散（えきおうさん）[103]

#### 渋精止遺剤
- 金鎖固精丸（きんさこせいがん）[104]
  - 水陸二仙丹（すいりくにせんたん）[104]
  - 桂枝加竜骨牡蛎湯（けいしかりゅうこつぼれいとう）[105]
- 桑螵蛸散（中国語版）（そうひょうしょうさん）[106]
- 縮泉丸（しゅくせんがん）[107]

#### 固崩止帯剤
- 完帯湯（かんたいとう）[108]
  - 易黄湯（いおうとう）[108]
  - 清帯湯（せいたいとう）[108]
  - 樗樹根丸（ちょじゅこんがん）[108]
- 鹿角菟絲丸（ろっかくとしがん）
  - 収渋止帯湯（しゅうじゅしたいとう）
- 固経丸（中国語版）[109]
- 固衝湯（こしょうとう）

### 理気剤

#### 行気剤
- 越鞠丸（えつぎくがん）
- 厚朴温中湯（こうぼくおんちゅうとう）
  - 良附丸（りょうぶがん）
- 金鈴子散（きんれいしさん）[111]
  - 延胡索散（えんこさくさん）
- 半夏厚朴湯（はんげこうぼくとう）[112][113]
- 栝楼薤白白酒湯（かろうがいはくはくしゅとう）
  - 栝楼薤白半夏湯（かろうがいはくはんげとう）
  - 枳実薤白桂枝湯（きじつがいはくけいしとう）
- 橘核丸（きっかくがん）
- 天台烏薬散（てんだいうやくさん）
  - 導気湯（どうきとう）
  - 暖肝煎（だんかんせん）
- 加味烏薬湯（かみうやくとう）

#### 降気剤
- 蘇子降気湯（そしこうきとう）[114]
  - 神秘湯（しんぴとう）[115]
- 定喘湯（ていぜんとう）
- 射干麻黄湯（やかんまおうとう）[116][117]
  - 厚朴麻黄湯（こうぼくまおうとう）[116]
- 四磨湯（しまとう）
  - 五磨飲子（ごまいんし）
- 橘皮竹茹湯（きっぴちくじょとう）[118]
  - 済生橘皮竹茹湯（さいせいきっぴちくじょとう）[118]
  - 新製橘皮竹茹湯（しんせいきっぴちくじょとう）[118]
- 小半夏湯（しょうはんげとう）[119]
  - 小半夏加茯苓湯（しょうはんげかぶくりょうとう）[119]
  - 生姜半夏湯（しょうきょうはんげとう）[119]
  - 半夏乾姜湯（はんげかんきょうとう）[119]
  - 橘皮湯（きっぴとう）[119]
  - 乾姜人参半夏丸（きょうかんにんじんはんげがん）[119]
- 大半夏湯（だいはんげとう）[120]
- 旋覆花代赭石湯（せんぷくかたいしゃせきとう）[121]
- 丁香柿蒂湯（ちょうこうしていとう）[122]
  - 柿蒂湯（していとう）[122]
  - 柿銭散（しせんさん）[122]

### 理血剤

#### 活血祛瘀剤
- 桃核承気湯（とうかくじょうきとう）
  - 抵当湯（ていとうとう）
  - 抵当丸（ていとうがん）
  - 桃仁承気湯（とうにんじょうきとう）
- 血府逐瘀湯（けっぷちくおがん）
  - 通竅活血湯（つうきょうかっけつとう）
  - 膈下逐瘀湯（かくかちくおとう）
  - 少腹逐瘀湯（しょうふくちくおとう）
  - 身痛逐瘀湯（しんつうちくおとう）
- 復元活血湯（ふくげんかっけつとう）
  - 通導散（つうどうさん）
  - 治打撲一方（ぢだぼくいっぽう）
- 七厘散（しちりんさん）
- 補陽還五湯（ほようかんごとう）
- 失笑散（しっしょうさん）
  - 手拈散（しゅねんさん）
- 丹参飲（たんさんいん）
- 温経湯（うんけいとう）
  - 艾附暖宮湯（がいぶだんきゅうがん）
  - 芎帰調血飲（きゅうきちょうけついん）
- 生化湯（せいかとう）
- 活絡効霊丹（かつらくこうれいたん）
  - 宮外孕方（きゅうがいようほう）
- 桂枝茯苓丸（けいしぶくりょうがん）
  - 桂枝茯苓丸加薏苡仁（けいしぶくりょうがんかよくいにん）
- 牛膝散（ごしつさん）
- 折衝飲（せっしょういん）
- 大黄䗪虫丸（だいおうしゃちゅうがん）
  - 下瘀血湯（げおけつとう）
- 牡丹皮散（中国語版）（ぼたんぴさん）[124]

#### 止血剤
- 十灰散（じっかいさん）
- 四生丸（しせいがん）
- 咳血方 (理血剤)（がいけつほう りけつざい）[125]
- 白芨枇杷丸（びゃっきゅうびわがん）
- 槐花散（かいかさん）
  - 槐角丸（かいかくがん）
- 小薊飲子（しょうけいいんし）
- 芎帰膠艾湯（きゅうききょうがいとう）
- 黄土湯（中国語版）（おうどとう）[126]

### 治風剤

#### 疏散外風剤
- 大秦艽湯（だいじんぎょうとう）[128]
- 小続命湯（しょうぞくめいとう）[129]
- 牽正散（中国語版）（けんせいさん）[130]
- 玉真散（ぎょくしんさん）[131]
  - 五虎追風散（ごこついふうさん）[131]
  - 止痙散（しけいさん）[132]
- 小活絡丹（しょうかつらくたん）[133]
  - 大活絡丹（だいかつらくたん）[134]
- 川芎茶調散（せんきゅうちゃちょうさん）[135]
  - 菊花茶調散（きっかちゃちょうさん）[135]
  - 清上蠲痛湯（せいじょうけんつうとう）[135]
  - 立効散（りっこうさん）[135]
- 消風散（しょうふうさん）[136]
- 治頭瘡一方（ぢづそういっぽう）[137]

#### 平熄内風剤
- 羚角鈎藤湯（れいかくこうとうとう）[138]
  - 鈎藤飲（こうとういん）[139]
- 鎮肝熄風湯（ちんかんそくふうとう）[140]
  - 建瓴湯（けんれいとう）[141]
- 天麻鈎藤飲（てんまこうとういん）[142]
  - 抑肝散（よくかんさん）[143][144]
    - 抑肝散加陳皮半夏（よくかんさんかちんぴはんげ）[143][144]
    - 抑肝散加芍薬（よくかんさんかしゃくやく）[144][145]
    - 抑肝散加芍薬黄連（よくかんさんかしゃくやくおうれん）[144][145]
- 釣藤散（ちょうとうさん）[146]
- 大定風珠 (治風剤)（だいていふうしゅ ちふうざい）[147]
  - 二甲復脈湯 (治風剤)（にこうふくみゃくとう ちふうざい）[147]
  - 三甲復脈湯 (治風剤)（さんこうふくみゃくとう ちふうざい）[147]
- 阿膠鶏子黄湯（あきょうけいしおうとう）[148]
  - 七物降下湯（しちもつこうかとう）[149]
- 当帰飲子（とうきいんし）[150]

### 治燥剤

#### 軽宣潤燥剤
- 杏蘇散（きょうそさん）[152]
- 桑杏湯（そうきょうとう）[153]
  - 翹荷湯（ぎょうかとう）[154]
- 清燥救肺湯（せいそうきゅうはいとう）[155]
- 沙参麦冬湯（しゃじんばくどうとう）[156]
  - 益胃湯（えきいとう）[156]

#### 滋陰潤燥剤
- 養陰清肺湯（よういんせいはいとう）[157]
- 百合固金湯（びゃくごうこきんとう）[158]
- 麦門冬湯（ばくもんどうとう）[159][160]
- 瓊玉膏（けいぎょくこう）[161]
- 増液湯（ぞうえきとう）[162]
  - 五汁飲（ごじゅういん）[163]

### 祛湿剤

#### 芳香化湿剤
- 平胃散（へいいさん）[165]
  - 胃苓湯（いれいとう）[165]
  - 分消湯（ぶんしょうとう）[166]
  - 不換金正気散（ふかんきんしょうきさん）[167]
  - 柴平湯（さいへいとう）[165]
- 藿香正気散（かっこうしょうきさん）[168]
  - 一加減正気散（いちかげんしょうきさん）[168]
  - 二加減正気散（にかげんしょうきさん）[168]
  - 三加減正気散（さんかげんしょうきさん）[168]
  - 四加減正気散（しかげんしょうきさん）[168]
  - 五加減正気散（ごかげんしょうきさん）[168]
- 六和湯（ろくわとう）[169]

#### 清熱祛湿剤
- 三仁湯（中国語版）（さんにんとう）
  - 藿朴夏苓湯（かつぼくかりょうとう）
- 連朴飲（れんぼくいん）[170]
  - 半夏瀉心湯去人参乾姜甘草加枳実杏仁方（はんげしゃしんとうきょにんじんかんきょうかんぞうかきじつきょうにんほう）[170]
  - 杏仁滑石湯（きょうにんかっせきとう）
  - 滑石藿香湯（かっせきかっこうとう）
- 甘露消毒丹（かんろしょうどくたん）
- 蚕矢湯（さんしとう）
- 黄芩滑石湯（おうごんかっせきとう）
- 薏苡竹葉散（よくいちくようさん）
- 宣清導濁湯（せんせいどうだくとう）
  - 半硫丸（はんりゅうがん）
- 宣痺湯（せんぴとう）
  - 加減木防已湯（かげんもくぼういとう）
- 二妙散（にみょうさん）[171]
  - 三妙散（さんみょうさん）[171]
  - 四妙散（しみょうさん）[171]
  - 三物黄芩湯（さんもつおうごんとう）[172][173]
- 茵蔯蒿湯(中国語版)（いんちんこうとう）[174][175]
  - 梔子柏皮湯（ししはくひとう）[176][177]
  - 麻黄連軺赤小豆湯（まおうれんしょうせきしょうずとう）
  - 茵蔯五苓散（いんちんごれいさん）[174][178]
  - 茵蔯四逆湯（いんちんしぎゃくとう）[174]
- 八正散（はっしょうさん）
  - 五淋散（ごりんさん）
  - 加味柴苓湯（かみさいれいとう）
- 石葦散（せきいさん）
  - 砂淋丸（さりんがん）
  - 鑿石丸（さくせきがん）
- 程氏萆薢分清飲（ていしひかいぶんせいいん）

#### 利水滲湿剤
- 五皮飲（ごひいん）
  - 五皮散（ごひさん）
- 五苓散（ごれいさん）[179][180]
  - 四苓湯（しれいとう）[180]
  - 春沢湯（しゅんたくとう）[180]
- 猪苓湯（ちょれいとう）
  - 猪苓湯合四物湯（ちょれいとうごうしもつとう）
- 防已黄耆湯（ぼういおうぎとう）[181][182]
  - 防已茯苓湯（ぼういぶくりょうとう）[182]
  - 鯉魚湯（りぎょとう）
- 木防已湯（もくぼういとう）
  - 葶藶大棗瀉肺湯（ていれきたいそうしゃはいとう）
- 茯苓飲（ぶくりょういん）
  - 茯苓飲合半夏厚朴湯（ぶくりょういんごうはんげこうぼくとう）

#### 温化水湿剤
- 苓桂朮甘湯（りょうけいじゅつかんとう）
  - 苓桂甘棗湯（りょうけいかんそうとう）
- 苓姜朮甘湯（りょうきょうじゅつかんとう）
- 真武湯（しんぶとう）
- 附子湯（ぶしとう）
- 実脾散（じっぴさん）
- 萆薢分清飲（ひかいぶんせいいん）
- 鶏鳴散（けいめいさん）
  - 九味檳榔湯（くみびんろうとう）

#### 祛風勝湿剤
- 羌活勝湿湯（きょうかつしょうしつとう）
- 桂枝加朮附湯（けいしかじゅつぶとう）
  - 桂枝加苓朮附湯（けいしかりょうじゅつぶとう）
- 葛根加朮附湯（かっこんかじゅつぶとう）
- 独活寄生湯（中国語版）（どっかつきせいとう）
  - 三痺湯（中国語版）（さんぴとう）
  - 大防風湯（だいぼうふうとう）
  - 蠲痺湯（中国語版）（けんぴとう）
- 疎経活血湯（そけいかっけつとう）
  - 二朮湯（にじゅつとう）
  - 薏苡仁湯（よくいにんとう）
- 桂芍知母湯（けいしゃくちもとう）
- 当帰拈痛湯（とうきねんつうとう）

### 祛痰剤

#### 燥湿化痰剤
- 二陳湯（にちんとう）
  - 金水六君煎（きんすいりっくんせん）
  - 加味二陳湯（かみにちんとう）
- 三子養親湯（さんしようしんとう）
- 指迷茯苓丸（しめいぶくりょうがん）

#### 清熱化痰剤
- 温胆湯（うんたんとう）
  - 黄連温胆湯（おうれんうんたんとう）
  - 竹筎温胆湯（ちくじょうんたんとう）
  - 十味温胆湯（じゅうみうんたんとう）
- 清気化痰丸（せいきけたんがん）
  - 清金化痰湯（せいきんけたんとう）
  - 清肺湯（せいはいとう）
- 小陥胸湯（しょうかんきょうとう）
  - 柴陥湯（さいかんとう）
- 滾痰丸（こんたんがん）
- 消瘰丸（しょうるいがん）
  - 海藻玉壺湯（かいそうぎょくことう）

#### 潤燥化痰剤
- 貝母栝楼散（ばいもかろさん）[184]

#### 温化寒痰剤
- 苓甘五味姜辛湯（りょうかんごみきょうしんとう）
  - 小青龍湯（しょうせいりゅうとう）
  - 苓桂味甘湯（りょうけいみかんとう）
  - 苓甘姜味辛夏湯（りょうかんきょうみしんげとう）
  - 苓甘姜味辛夏仁湯（りょうかんきょうみしんげにんとう）
  - 苓甘姜味辛夏仁黄湯（りょうかんきょうみしんげにんおうとう）
- 冷哮丸（れいこうがん）
- 理中化痰丸（りちゅうけたんがん）（明医雑著）

#### 治風化痰剤
- 止嗽散（中国語版）（しそうさん）
- 半夏白朮天麻湯（はんげびゃくじゅつてんまとう）（医学心悟）
  - 半夏白朮天麻湯（はんげびゃくじゅつてんまとう）（脾胃論）
  - 導痰湯（どうたんとう）
- 滌痰湯（じょうたんとう）
  - 蠲飲六神湯（しょくいんりくしんとう）
- 定癇丸（ていかんがん）
- 地黄飲子（中国語版）（ぢおういんし）[185]

### 癰瘍剤

#### 外瘍剤（陽証）
- 仙方活命飲（せんぽうかつめいいん）[190]
- 五味消毒飲（ごみしょうどくいん）[191]
  - 銀花解毒湯（ぎんかげどくとう）[192]
- 四妙勇安湯（しみょうゆうあんとう）[193]
  - 五神湯（ごしんとう）[194]
  - 神効托裏散（しんこうたくりさん）[195]
- 牛蒡解肌湯（ごぼうげきとう）[196]
- 犀黄丸（さいおうがん）[197]
  - 醒消丸（せいしょうがん）[198]
  - 蟾酥丸（せんそがん）[199]
- 透膿散 (外科正宗)（とうのうさん げかせいそう）[200]
  - 透膿散 (医学心悟)（とうのうさん いがくしんご）[200]
  - 托裏透膿散（たくりとうのうさん）[201]
- 排膿散及湯（はいのうさんきゅうとう）[202]

#### 外瘍剤（陰証）
- 陽和湯（ようわとう）[203]
  - 小金丹（しょうきんたん）[204]
  - 中和湯（ちゅうわとう）[205]

#### 内癰剤
- 葦茎湯（いけいとう）[206][207]
  - 桔梗湯（ききょうとう）[208][209]
- 大黄牡丹皮湯（だいおうぼたんぴとう）[210]
  - 腸癰湯（ちょうようとう）[210]
  - 薏苡附子敗醤散（よくいぶしはいしょうさん）[211]
- 闌尾化瘀湯（らんびけおとう）[212]
- 闌尾清化湯（らんびせいかとう）[212]
- 闌尾清解湯（らんびせいかいとう）[212]

### 経産剤
- 妊娠六合湯
- 表虚六合湯
- 表実六合湯
- 柴胡六合湯
- 石膏六合湯
- 茯苓六合湯
- 梔子六合湯
- 風溼六合湯
- 升麻六合湯
- 膠艾六合湯
- 朴実六和湯
- 附子六合湯
- 大黄六合湯
- 温六合湯
- 連附六合湯
- 熱六合湯
- 寒六合湯
- 気六合湯
- 風六合湯
- 黒神散
- 清魂散
- 達生飲
- 紫蘇飲子
- 参朮飲

### 外用膏薬
- 紫雲膏（しうんこう）[213][214]

## 原典分類

### 医方考
- 太無神朮散（たいむしんじゅつさん）[要出典]

### 医方集解
- 益気聡明湯（えっきそうめいとう）[要出典]
- 消風敗毒散（しょうふうはいどくさん）[要出典]
- 秦艽白朮丸（じんぎょうびゃくじゅつがん）[要出典]
- 白茯苓丸（びゃくぶくりょうがん）[要出典]
- 婦宝丹（ふほうたん）[要出典]

### 王海蔵方
- 紫菀湯（しおんとう）[215]
- 神朮散（しんじゅつさん）[要出典]

### 奇效良方
- 三化湯（中国語版）（さんかとう）[要出典]

### 金匱要略
- 還魂湯（かんこんとう）[216]
- 走馬湯（そうまとう）[217]
- 続命湯（ぞくめいとう）[218][219]

### 仁斎直指方
- 秦艽扶羸湯（じんぎょうふるいとう）[220]
- 養心湯（ようしんとう）[要出典]

### 千金要方
- 葳蕤湯（いずいとう）[13]

### 内外傷弁惑論
- 昇陽益胃湯（しょうようえきいとう）[要出典]

### 脾胃論
- 調中益気湯（ちょうちゅうえっきとう）[要出典]

### 普済本事方
- 柏子仁丸（はくしにんがん）[要出典]

### 万病回春
- 響声破笛丸（きょうせいはてきがん）[221]

### 幼幼新書
- 神白散（しんはくさん）[要出典]

### 和剤局方
- 胃風湯（いふうとう）[要出典]
- 十神湯（中国語版）（じっしんとう）[要出典]
- 黄耆鼈甲湯（おうぎべっこうとう）[222]
- 人参敗毒散（にんじんはいどくさん）[要出典]

### その他
- 麻黄人参芍薬湯（まおうにんじんしゃくやくとう）[要出典]